# Andrea Pallaoro

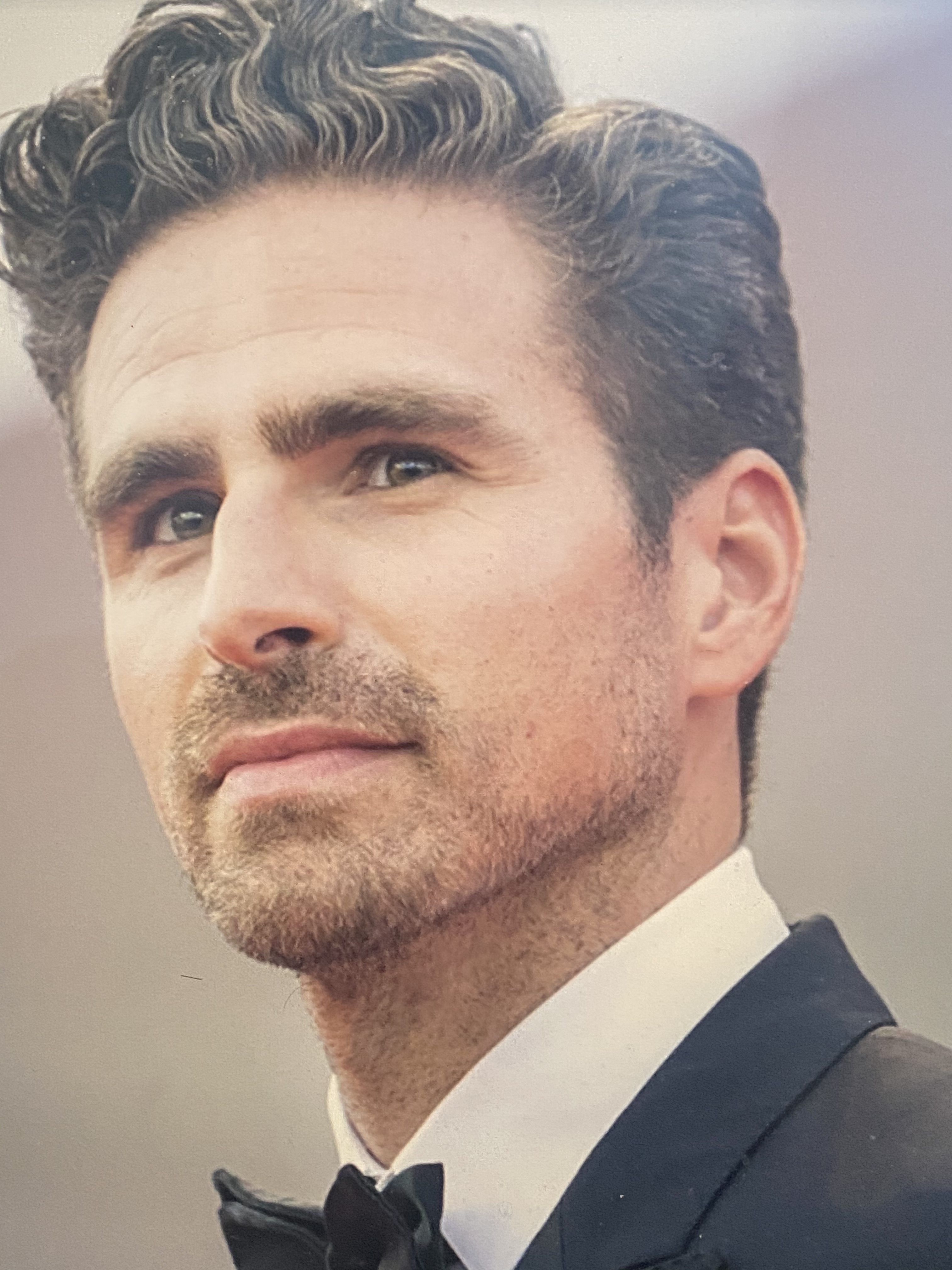
Andrea Pallaoro beim Filmfestival von Venedig (2018)

Andrea Pallaoro (* 1982 in Trient) ist ein italienischer Filmregisseur und Drehbuchautor. Seit Mitte der 2000er-Jahre hat er einen Kurzfilm und drei Spielfilme realisiert, die ihm zahlreiche Einladungen sowie einige Preise auf internationalen Filmfestivals einbrachten.

## Leben

### Kindheit und Ausbildung
Andrea Pallaoro stammt aus der norditalienischen Stadt Trient. Bereits im Alter von sieben oder acht Jahren organisierte er eigene „kleine Shows“. Im Alter von 16 Jahren erhielt er ein Stipendium des Rotary Clubs, dass es ihm ermöglichte, ein Jahr lang eine Sekundarschule in den USA zu besuchen. Den 17-jährigen Pallaoro verschlug es an die Moffat County High School, einer Schule in der Kleinstadt Craig (Colorado). Das Auslandsjahr spielte für ihn eigenen Angaben zufolge eine wichtige Rolle in seiner Erziehung. Im Gegensatz zum italienischen Schulsystem, war es ihm hier erlaubt, Kurse zu wählen, die ihn interessierten. So wählte er Fächer wie Fotografie, Kunst, Film und Theater aus.
Nach dem Austauschjahr in Colorado verblieb Pallaoro in den Vereinigten Staaten. Ohne die Eltern von seinen Plänen zu berichten, suchte er dort nach einem Studienplatz an einer Filmhochschule. Überrascht von der Idee, unterstützten sie später ihren Sohn. Pallaoro studierte schließlich Filmwissenschaft am privaten Hampshire College in Massachusetts. Nachdem er dort sein Studium mit dem Bachelor-Abschluss beendet hatte, wechselte er an das private California Institute of the Arts, dass er mit einem Master-Abschluss in Filmregie verließ. Während seines Filmstudium entdeckte er eigenen Angaben zufolge das Kino, darunter auch das seines Heimatlands. Begeistert zeigte er sich vor allem von Michelangelo Antonionis Die mit der Liebe spielen (1960). Auch sollen ihn zeitgenössische Regisseure wie Paolo Sorrentino oder Fatih Akin geprägt haben.

### Leben und Arbeiten in den USA

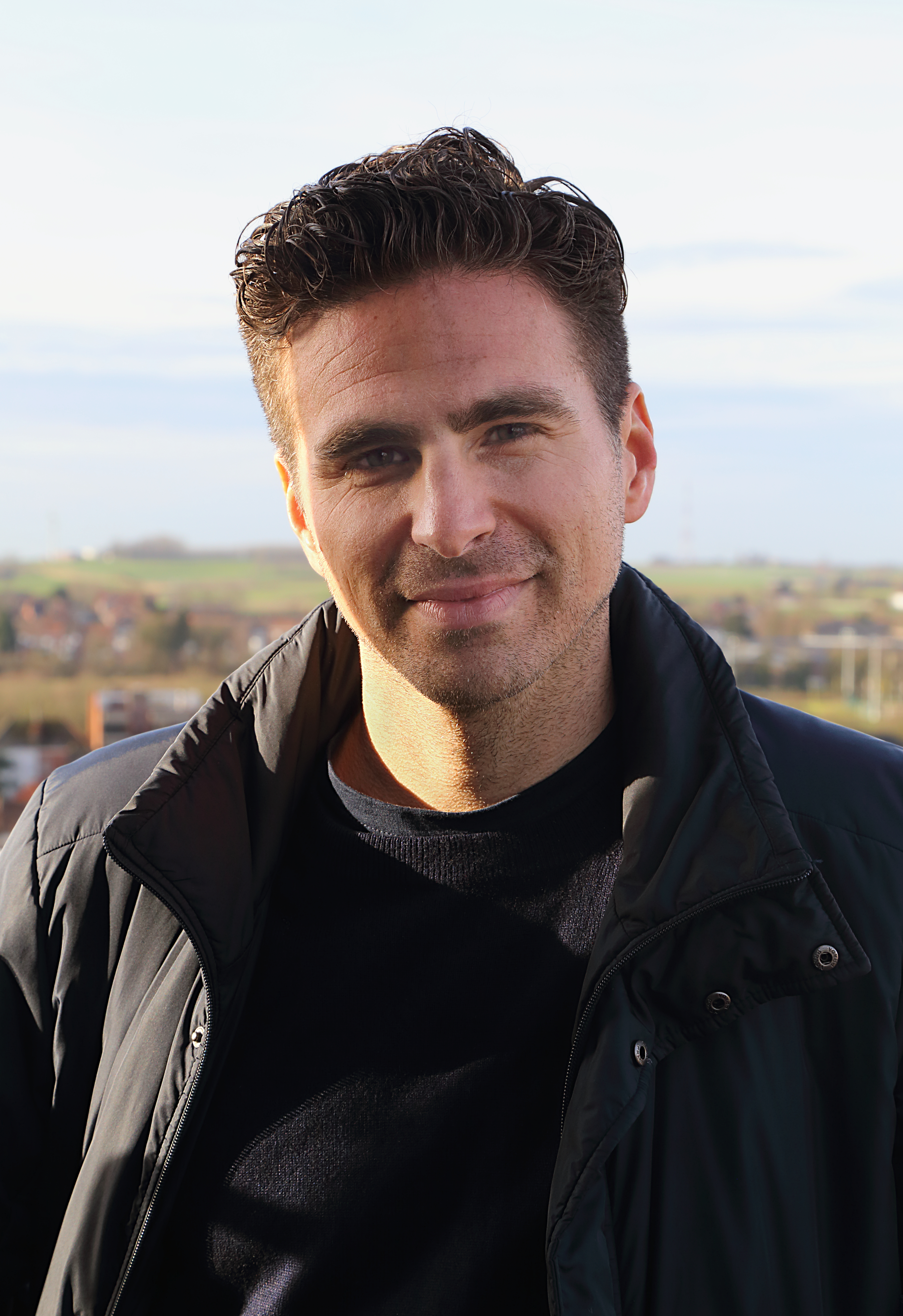
Pallaoro im Jahr 2018

Nach Beendigung seiner Hochschulausbildung widmete sich Pallaoro in den USA verschiedenen Berufen. So arbeitete er vor seiner Filmkarriere für Künstler wie die für Lichtinstallationen bekannte Heather Carson. Auch gab er Filmkurse oder fand eine Anstellung als Redakteur. Im Jahr 2019 hielt er einen Regie-Workshop für Studierende beim internationalen Fajr-Filmfestival im iranischen Teheran ab.
Pallaoro lebt seit Mitte der 2000er-Jahre in Los Angeles, kehrte aber für Besuche von Familie und Freunden immer wieder nach Italien zurück. Er fühle sich in der Stadt in gestalterischer Hinsicht „freier“ und „leichter“, während er in Europa das schwere Erbe der großen Filmemacher spüre, die vor ihm gewirkt haben. Er begeistert sich für die „Strenge und Reinheit“ der Werke Michelangelo Frammartinos sowie neben Sorrentino für die Arbeiten von Matteo Garrone und Alice Rohrwacher.
Im Jahr 2018 war er bei den 75. Internationalen Filmfestspielen von Venedig Jurymitglied der Sektion Orizzonti.

## Filmografie
- 2008: Wunderkammer (Kurzfilm)
- 2013: Medeas
- 2017: Hannah
- 2022: Monica

## Auszeichnungen
- 2013: Internationale Filmfestspiele von Venedig – Best Innovative Budget Award (Medeas)
- 2013: Internationales Filmfestival von Marrakesch – Regiepreis (Medeas)
- 2013: Tbilisi International Film Festival – Parajanov-Preis (Medeas)
- 2014: Palm Springs International Film Festival – New Voices/New Visions Grand Jury Prize (Medeas)
- 2014: Terra di Siena Film Festival – Lobende Erwähnung (Medeas)